# Guangxu
Guangxu (Pechino, 14 agosto 1871 – Pechino, 14 novembre 1908) fu il decimo imperatore della Cina appartenente alla dinastia Qing.
Il suo regno durò dal 1875 al 1908, ma in pratica governò, senza l'influenza dell'imperatrice Cixi, dal 1889 fino al 1898. Intraprese le riforme dei cento giorni, ma fu fermato da Cixi tramite un colpo di Stato nel 1898 e messo agli arresti nella sua abitazione fino alla sua morte.

## Biografia

### L'ascesa al trono
Yixuan, padre di Guangxu, sposò Rong, sorella minore della concubina imperiale Cixi. Nel gennaio 1875 l'Imperatore Tongzhi morì senza eredi e l'Imperatrice Ci'an suggerì il figlio di Yixin quale suo successore sotto la tutela di Cixi. Al contrario, rompendo la convenzione imperiale secondo la quale l'Imperatore successivo doveva essere della seconda generazione dopo l'Imperatore, Cixi preferì il figlio di Zaitian.
Guangxu ascese al trono all'età di quattro anni e venne adottato dall'Imperatrice Cixi come suo figlio assumendo definitivamente l'appellativo di "Imperatrice madre". Durante la sua giovinezza, Guangxu ebbe come insegnante Weng Tonghe, con il quale ebbe una profonda intesa.

### L'ascesa al potere
Anche quando Guangxu divenne ufficialmente imperatore, Cixi continuò ad influenzare le decisioni di governo e le azioni del nipote, malgrado Cixi risiedesse nel palazzo imperiale estivo di Yiheyuan. Dopo aver preso il potere, Guangxu si presentava molto più aperto e innovativo della tradizionale e conservatrice Cixi. Guangxu riteneva infatti che vi fosse molto da imparare dalle monarchie costituzionali come il Giappone, il che avrebbe portato maggior potere e maggiore ricchezza per la Cina. Nel giugno del 1898, Guangxu iniziò le Riforma dei cento giorni puntando su una serie di cambiamenti politici, legali e sociali. Si servì in questo, dal momentaneo allontanamento dell'Imperatrice Cixi, e dell'aiuto dei mandarini progressisti Kang Youwei e Liang Qichao. Guangxu fondò la moderna Università di Pechino, costruì la ferrovia di Lu-Han ed un sistema di scambi commerciali e una borsa finanziaria, simile a quella europea.

### Le riforme
Le riforme, ad ogni modo, si presentavano troppo innovative per un paese ancora fortemente impregnato di un'aura tradizionalista come la Cina, e soprattutto entravano in conflitto con le idee di Cixi che nell'ombra rimaneva comunque imperatrice. Molti ufficiali civili e militari sostituiti da Guangxu si unirono a Cixi, chiedendole aiuto e sostegno. D'altro canto la stessa Cixi non poté esporsi eccessivamente per bloccare le riforme dei cento giorni, preferendo porsi a capo di un corpo militare, per un possibile colpo di Stato. Nel 1898 le truppe di Cixi circondarono la Città Proibita mentre l'imperatore celebrava i riti religiosi quotidiani. Guangxu venne quindi prelevato e portato in un piccolo palazzo che si trovava nell'isola nel mezzo del lago collegato al giardino della Città Proibita e la stessa Cixi emanò un editto che proclamava la caduta in disgrazia di Guangxu e la fine, di fatto, del suo regno indipendente.

### Gli arresti domiciliari
Dal momento del suo arresto, tutta la sua corte venne strategicamente riformata da Cixi, che gli affiancò unicamente persone di sua fiducia. Per scongiurare una crisi nazionale, ad ogni modo, Cixi non costrinse mai Guangxu ad abdicare, anche se questi perse tutti gli onori, il rispetto, il potere e i privilegi dati ad un imperatore cinese. Gran parte dei sostenitori di Guangxu vennero esiliati e alcuni di loro, come Tan Sitong, vennero condannati a morte con esecuzioni pubbliche indette personalmente dall'Imperatrice. Il problema diplomatico si pose però fin dall'inizio in quanto gran parte delle potenze mondiali erano favorevoli all'apertura occidentale dell'Imperatore Guangxu e si rifiutarono di riconoscere in Cina la figura politica dell'Imperatrice Cixi.

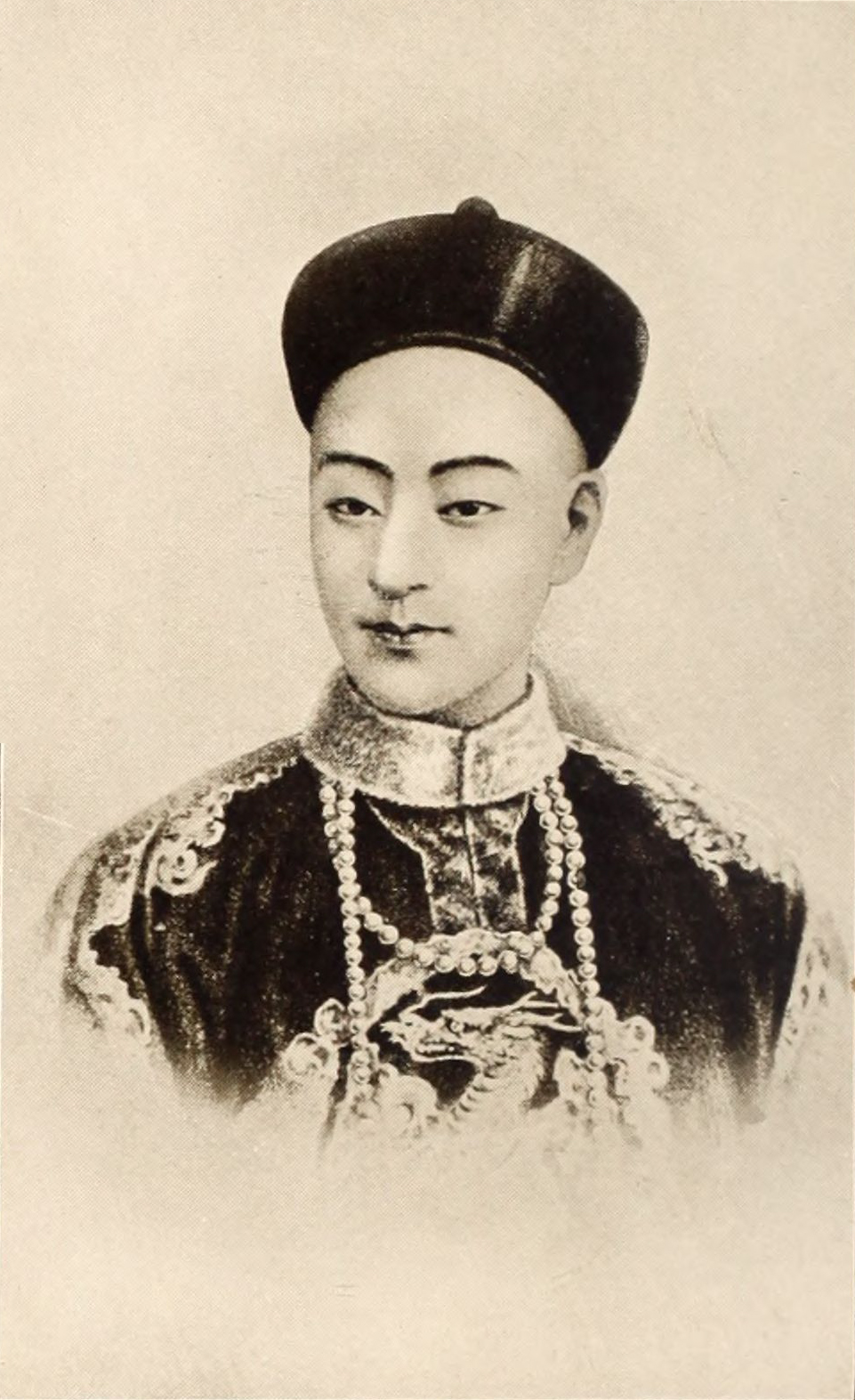
Ritratto dell'Imperatore con indosso abiti ordinari, autore europeo

A questa situazione, l'unica soluzione pareva la deposizione di entrambi i regnanti e la nomina di un nuovo successore nella persona di Pujun, figlio del conservatore Zaiyi, principe Duan, fatto che ad ogni modo non avvenne e il governo dei due continuò sino al 1908. Nel 1900 l'Alleanza delle otto nazioni, composta da potenze occidentali più il Giappone, invasero la Cina: il 14 agosto 1900 occuparono Pechino, dopo la dichiarazione di guerra della Cina a quanti sostenessero l'Imperatore Guangxu. L'Imperatore venne costretto a spostarsi a Xi'an assieme a Cixi in una fuga in abiti civili, per evitare di essere riconosciuto dagli invasori. Dopo la vittoria e il successivo ritiro delle potenze europee, l'Imperatore fece ritorno alla Città Proibita, ma venne confinato nuovamente in un palazzo imperiale del grande giardino, circondato da orologi che sin da piccolo furono la sua grande passione e hobby, rimanendovi sino alla morte di Cixi.

### La morte e teorie su di essa
Guangxu morì il 14 novembre 1908, un giorno prima dell'Imperatrice Cixi, all'età di 37 anni. Per lungo tempo vi furono molte teorie sulla morte di Guangxu, ma nessuna di queste era completamente comprovata dagli storici. Alcuni erano inclini a pensare che Cixi, proprio perché molto malata, e per impedire all'Imperatore di riprendere il proprio potere dopo la sua morte, avesse ordinato di avvelenarlo. Altri suppongono che ad avvelenarlo furono il Grande Eunuco Li Lien Ying ed il Primo Ministro Yuan Shikai, i quali temevano che con la morte di Cixi, da loro spalleggiata durante il colpo di Stato contro Guangxu, quest'ultimo avrebbe ripreso il potere e li avrebbe fatti giustiziare.
I documenti ufficiali, come attesterà il discendente e successore Pu Yi in una sua autobiografia, riporteranno cause di morte naturale anche se è noto che l'imperatore non fosse in gran salute già diversi giorni prima della sua morte. Ma questa stessa malattia potrebbe essere stata causata da un avvelenamento somministrato a piccole dosi per un lungo periodo di tempo. Il 4 novembre 2008 sono stati compiuti degli studi sui resti mortali di Guangxu e si è notato che il livello di arsenico nel suo corpo era di 2.000 volte superiore rispetto al normale e questo ha dimostrato definitivamente non solo il suo avvelenamento, ma la presenza di una grande quantità di arsenico in una sola volta.
L'Imperatore Guangxu ebbe in totale tre mogli. Sua moglie principale era l'Imperatrice Long Yu, mentre le sue concubine furono Jin e Zhen.